# Martin Bregman
Pour les articles homonymes, voir Bregman.
Martin Bregman (né Meyer Bregman) est un producteur de cinéma américain né le 18 mai 1926 à New York et mort le 16 juin 2018 dans la même ville.

## Biographie
Martin Bregman a produit notamment quelques films avec Al Pacino : Scarface, Serpico, Un après-midi de chien, Mélodie pour un meurtre et L'Impasse.
Ses autres productions notables sont L'Affaire Karen McCoy, The Shadow, Bone Collector, Simon et Pluto Nash.

## Producteur

### Cinéma

#### Années 1970
- 1973 : Serpico, de Sidney Lumet
- 1975 : Un après-midi de chien (Dog Day Afternoon), de Sidney Lumet
- 1976 : The Next Man, de Richard C. Sarafian
- 1979 : La Vie privée d'un sénateur (The Seduction of Joe Tynan), de Jerry Schatzberg

#### Années 1980
- 1980 : Simon, de Marshall Brickman
- 1980 : Nom de code: S.H.E., de Robert Michael Lewis
- 1981 : Les Quatre Saisons (The Four Seasons), d'Alan Alda
- 1981 : Venin (Venom), de Piers Haggard
- 1983 : Un flic aux trousses (Eddie Macon's Run), de Jeff Kanew
- 1983 : Scarface, de  Brian De Palma
- 1986 : Sweet Liberty, d'Alan Alda
- 1987 : Real Men, de Dennis Feldman
- 1988 : A New Life (en), d'Alan Alda
- 1989 : Mélodie pour un meurtre (Sea of Love), de Harold Becker

#### Années 1990
- 1990 :  Betsy's Wedding, d'Alan Alda
- 1992 : Intimes Confessions (Whispers in the Dark), de Christopher Crowe
- 1992 : Blue Ice, de Russell Mulcahy
- 1993 : L'Affaire Karen McCoy (The Real McCoy), de Russell Mulcahy
- 1993 : L'Impasse (Carlito's Way), de  Brian De Palma
- 1994 : The Shadow, de Russell Mulcahy
- 1995 : Gold Diggers: The Secret of Bear Mountain, de Kevin James Dobson
- 1996 : Matilda, de Danny DeVito
- 1997 : Rien à perdre (Nothing To Lose), de Steve Oedekerk
- 1998 : Pur et dur (One Tough Cop), de Bruno Barreto
- 1999 : The Bone Collector, de Phillip Noyce

#### Années 2000
- 2002 : Pluto Nash (The Adventures of Pluto Nash), de Ron Underwood
- 2003 : Carolina de Marleen Gorris
- 2005 : L'Impasse : De la rue au pouvoir (Carlito's Way: Rise to Power), de Michael Bregman

### Télévision
- 1984 : The Four Seasons